# لوکا برکوویچی
لوکا برکوویچی (به انگلیسی: Luca Bercovici) (زاده ۱۹۵۷) بازیگر آمریکایی است.
از فیلم‌هایی که وی در آن نقش داشته است می‌توان به ارتفاعات آرام، پاک و هوشیار اشاره کرد.